# Vlajka Volgogradské oblasti

Vlajka Volgogradské oblasti
Poměr stran: 2:3

Vlajka Volgogradské oblasti, jedné z oblastí Ruské federace, je tvořena červeným listem o poměru stran 2:3 s vyobrazením bílé sochy Matka vlast volá (umístěné na návrší zvaném Mamajova mohyla). Souběžně se žerdí jsou dva modré, svislé pruhy, jejichž šířka odpovídá 1/16 délky vlajky – a je stejná, jako vzdálenost mezi nimi a vzdálenost první z nich od okraje vlajky (žerdi). Výška zobrazené sochy je rovna ¾ šířky vlajky.
V zákoně „O znaku a vlajce Volgogradské oblasti” z roku 2000 je v článku č. 4 obsáhle popsána symbolika vlajky (a znaku). Výběr: červená barva připomíná barvu historických emblémů caricynských znaků (původní název centra oblasti, Volgogradu, byl Caricyn), symbolizuje slavnou historii, odvahu, hrdost či prolitou krev v oblasti. Socha je spojována s oblastí a připomíná bitvu u Stalingradu. Modré pruhy připomínají dvě největší řeky evropského Ruska – Volhu a Don.

## Historie
Volgogradská oblast byla ustanovena 5. prosince 1936 pod názvem Stalingradská oblast. Před tím bylo území nazýváno krajem i oblastí (s různými názvy), hranice území se však několikrát měnily. V sovětské éře oblast neužívala žádnou vlajku. Nejdůležitější událostí na tomto území, která se promítla i na současné symboly oblasti, byla Bitva u Stalingradu, která probíhala od 17. července 1942 do 2. února 1943 – jedna z nejdůležitějších bitev II. světové války. 10. listopadu 1961 byla Stalingradská oblast přejmenována na Volgogradskou.
Na podzim roku 1998 schválila oblastní duma zákon „O znaku a vlajce Volgogradské oblasti”. Ten legalizoval návrh znaku a vlajky, opakující znamení štítu 6 malého znaku na list o poměru stran 2:3 – svatoondřejský kříž, dva zkřížení jeseteři, tři jedenácticípé hvězdy. (není obrázek) 
Nejvyšší představitel oblasti, Nikolaj Kirilovič Maksjuta, však zákon odmítl podepsat. 22. srpna 1999 tak byla (rozhodnutím oblastní dumy č. 13/373) vyhlášena druhá soutěž na oblastní symboly, v které zvítězil návrh vexilologa Jurije Michajloviče Kurasova a výtvarníka Alexandra V. Švece. 31. srpna 2000 přijala duma zákon č. 436–OD, který gubernátor N. K. Maksjuta již (18. září 2000) podepsal a který vstoupil v platnost 10 dní po jeho zveřejnění 3. října 2000 v novinách Volgogradskaja pravda č. 183.
20. října 2000 byl schválen zákon č. 445–OD, který provedl několik změn v zákoně, vzhled vlajky však zůstal zachován.

## Vlajky rajónů Volgogradské oblasti
Volgogradská oblast se člení na šest měst oblastního významu a 33 rajónů.
Města

Volgograd Poměr stran: 2:3
Volžskij Poměr stran: 2:3
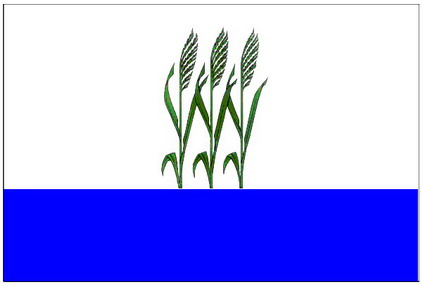
Kamyšin Poměr stran: 2:3
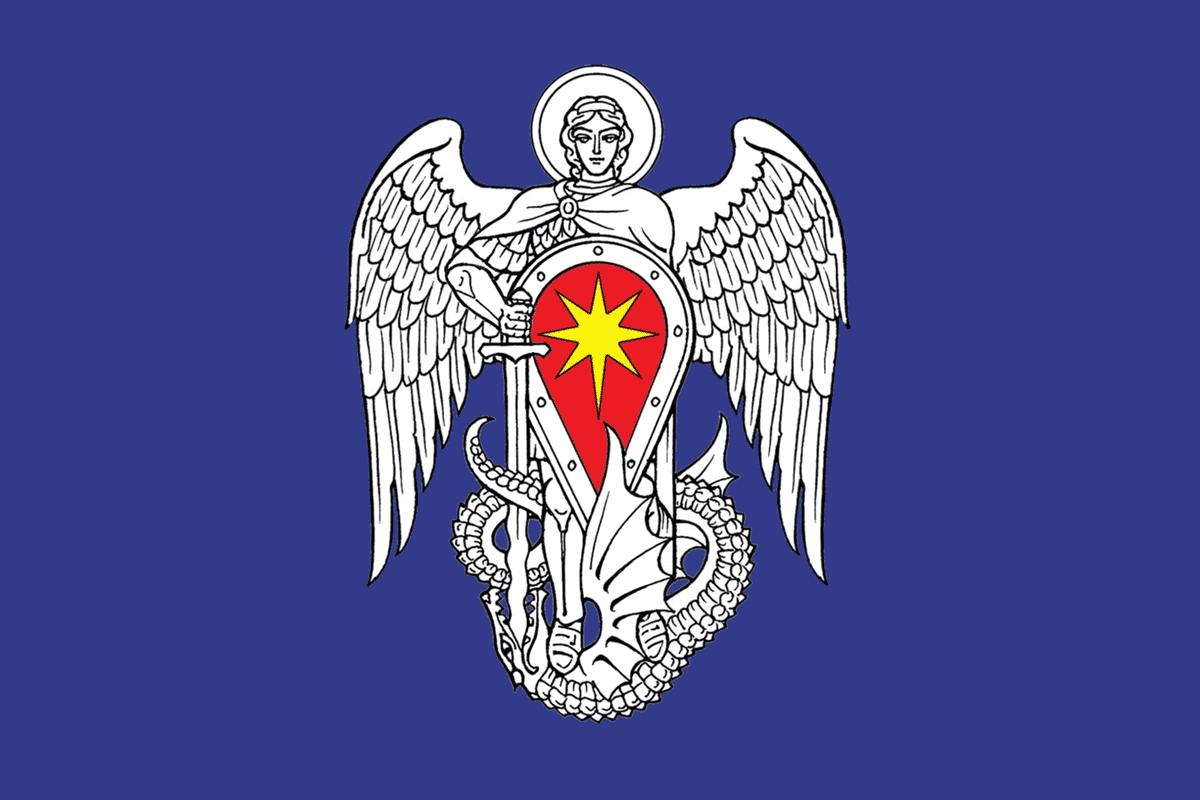
Michajlovka Poměr stran: 2:3
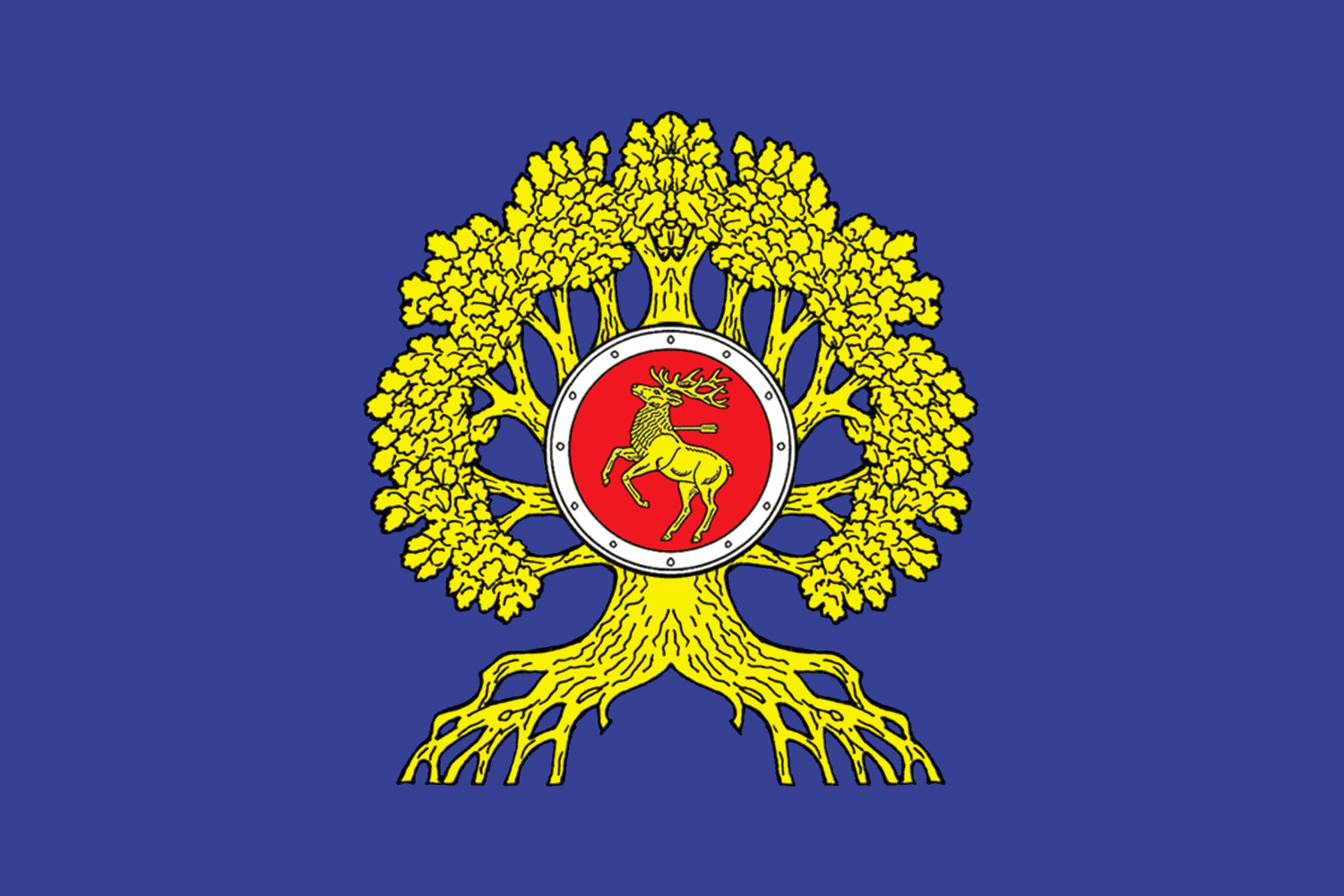
Urjupinsk Poměr stran: 2:3
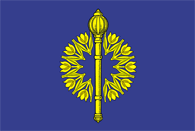
Frolovo Poměr stran: 2:3

Rajóny

Alexejevský rajón Poměr stran: 2:3
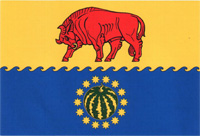
Bykovský rajón Poměr stran: 2:3
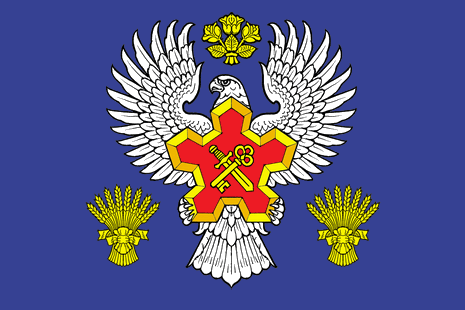
Gorodiščenský rajón Poměr stran: 2:3
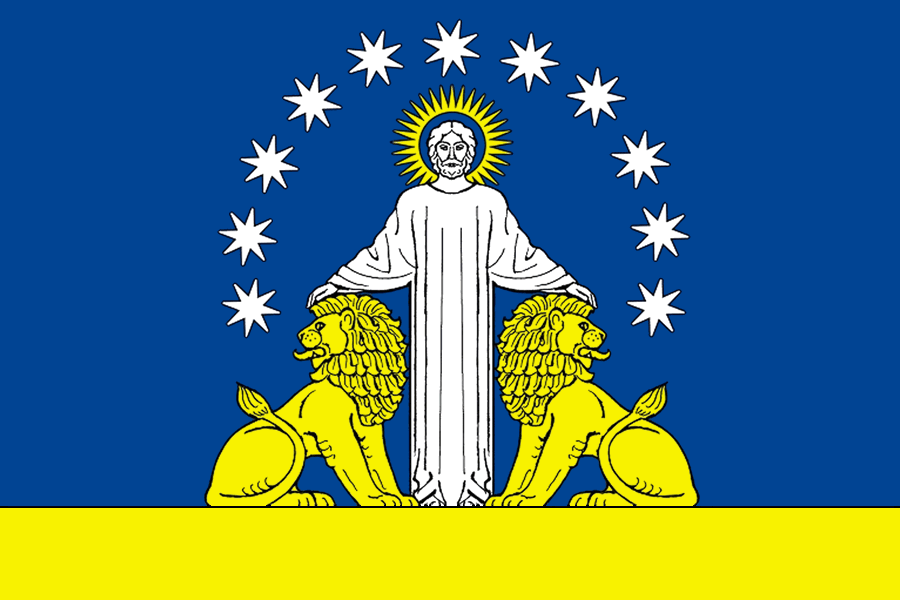
Danilovský rajón Poměr stran: 2:3
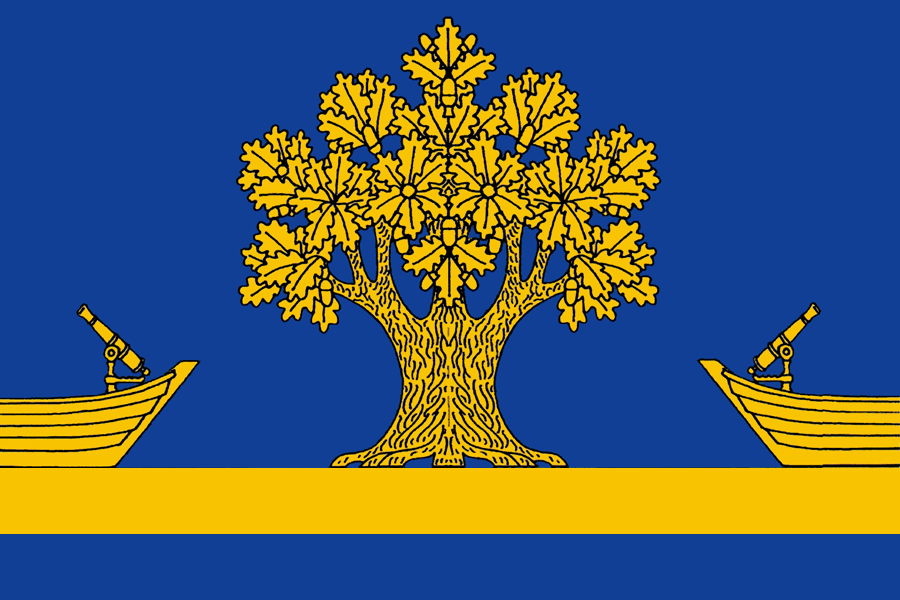
Dubovský rajón Poměr stran: 2:3
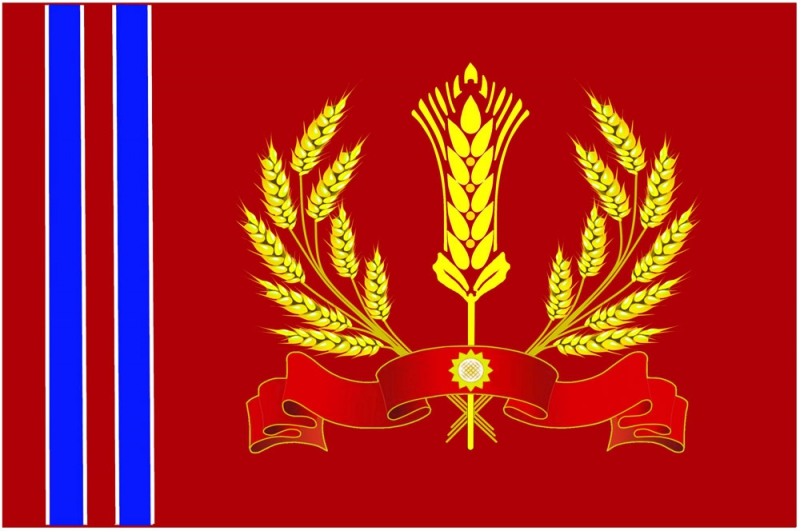
Jelanský rajón Poměr stran: 2:3
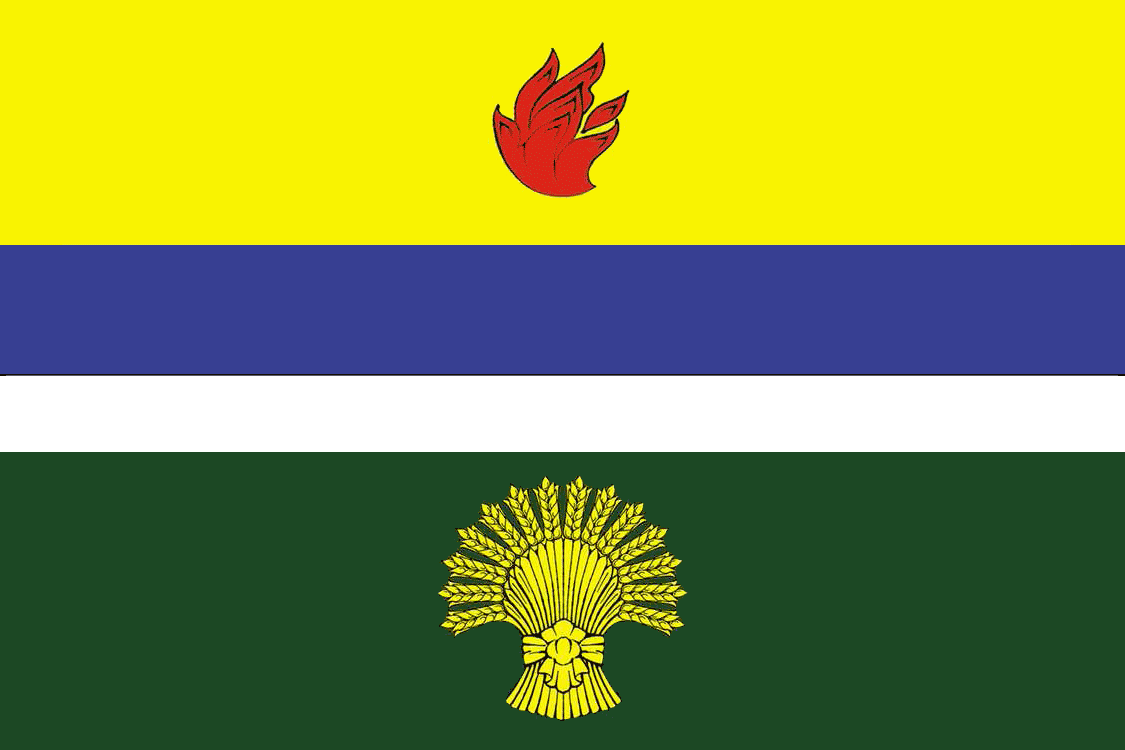
Žirnovský rajón Poměr stran: 2:3
Ilovlinský rajón Poměr stran: 2:3
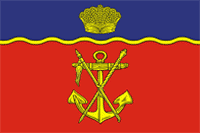
Kalačovsky rajón Poměr stran: 2:3
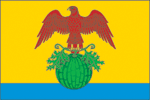
Kamyšinský rajón Poměr stran: 2:3
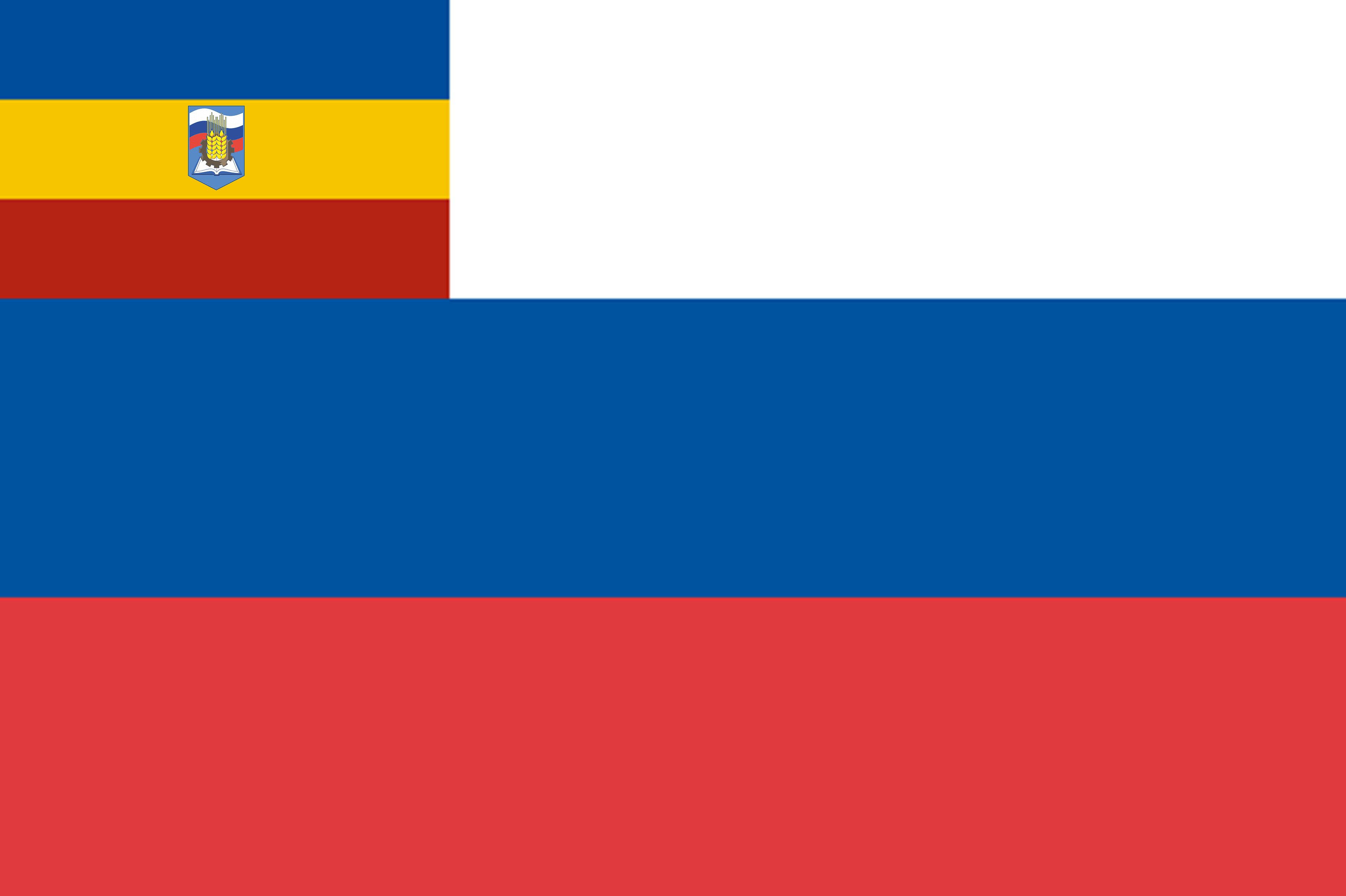
Kikvidzenský rajón Poměr stran: 2:3
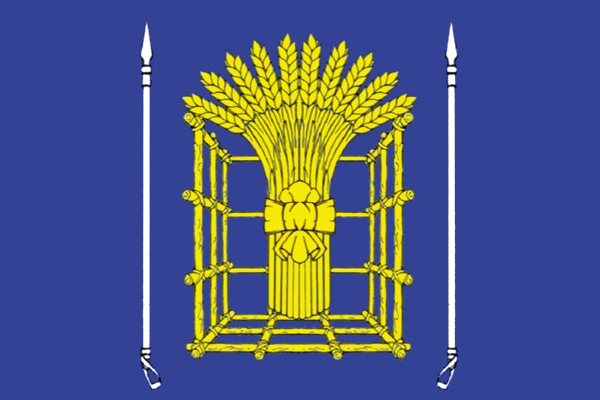
Kletský rajón Poměr stran: 2:3
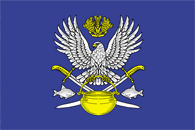
Kotělnikovský rajón Poměr stran: 2:3
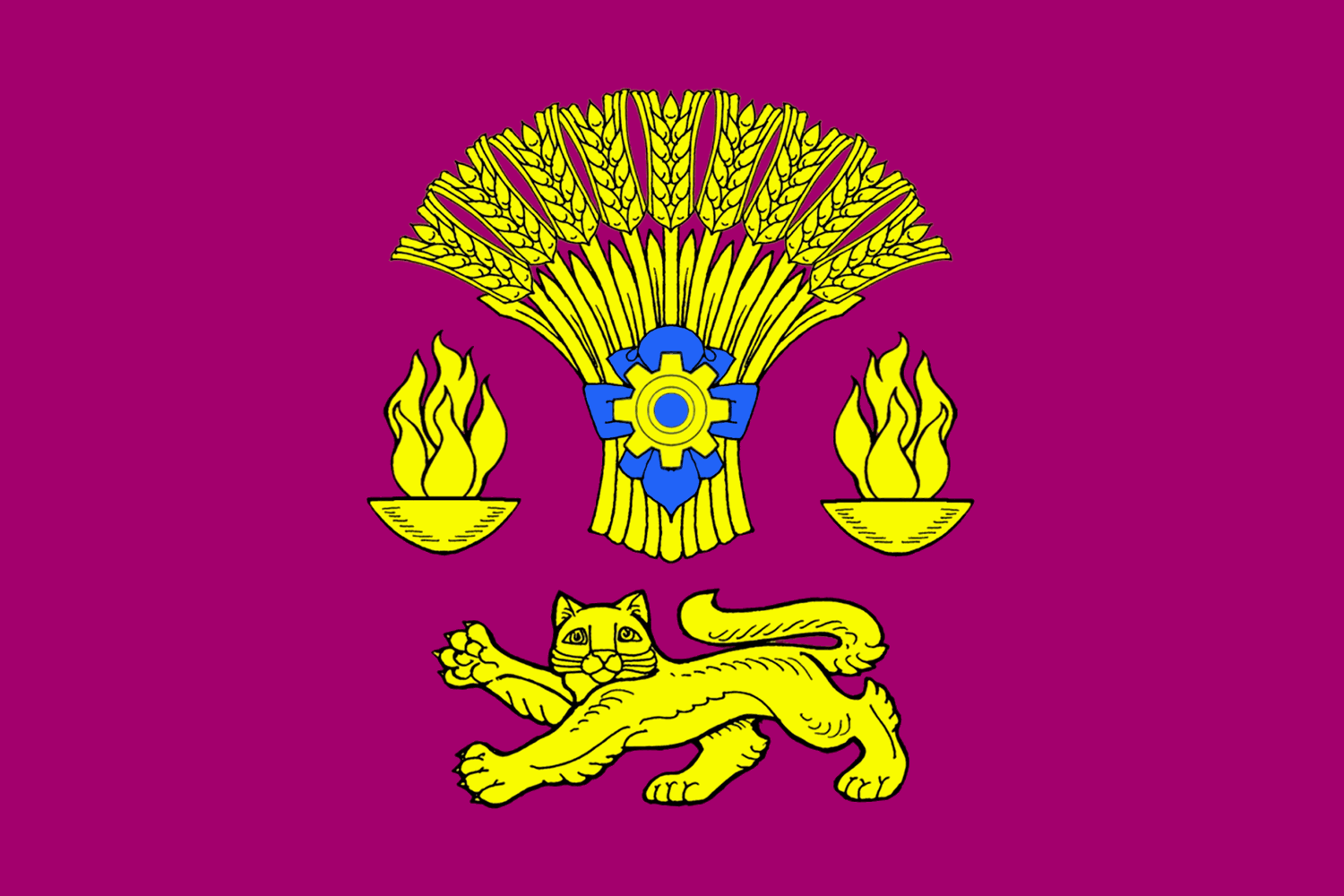
Kotovský rajón Poměr stran: 2:3
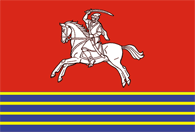
Kumylženský rajón Poměr stran: 2:3
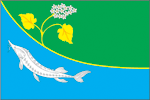
Leninský rajón Poměr stran: 2:3
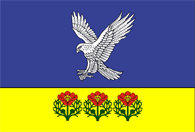
Něchajevský rajón Poměr stran: 2:3
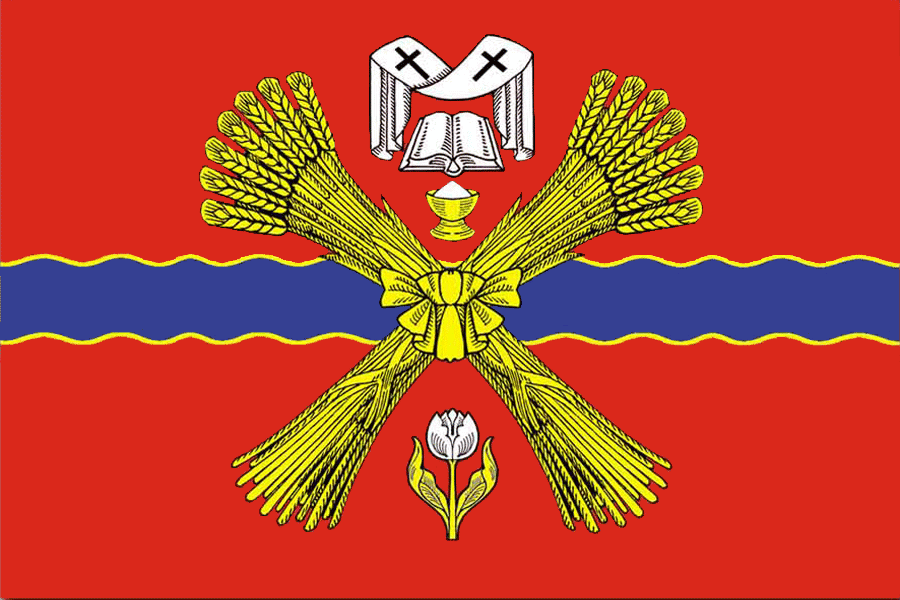
Nikolajevský rajón Poměr stran: 2:3
Novoanninský rajón Poměr stran: 2:3
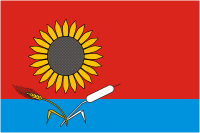
Novobikolajevský rajón Poměr stran: 2:3
Okťjabrský rajón Poměr stran: 2:3
Olchovský rajón Poměr stran: 2:3
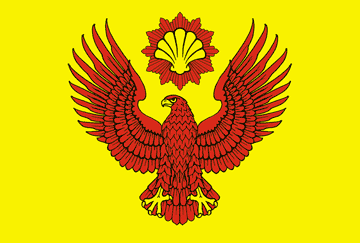
Pallasovský rajón Poměr stran: 2:3
Rudňanský rajón Poměr stran: 2:3
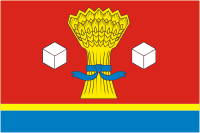
Světlojarský rajón Poměr stran: 2:3
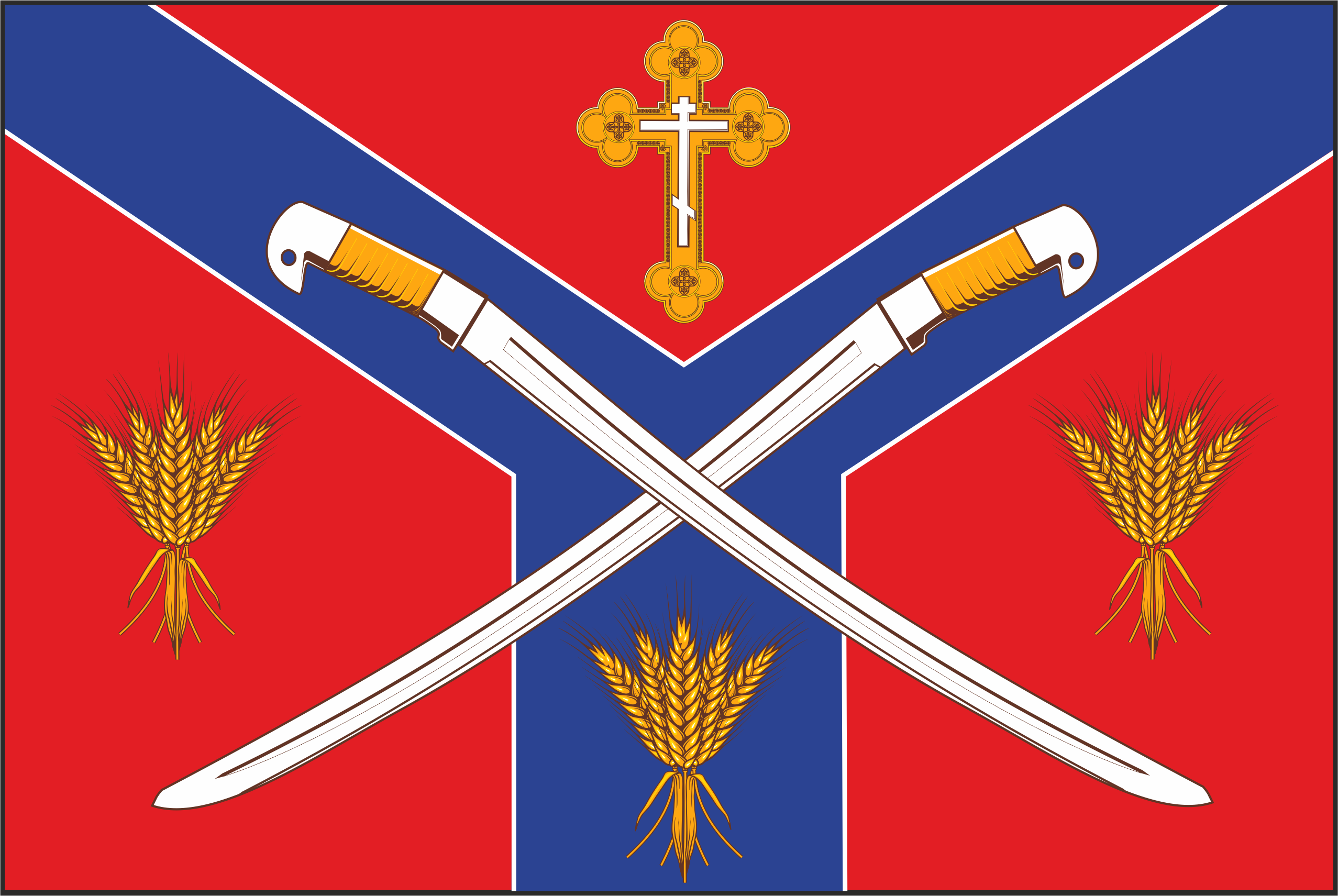
Serafimovičský rajón Poměr stran: 2:3
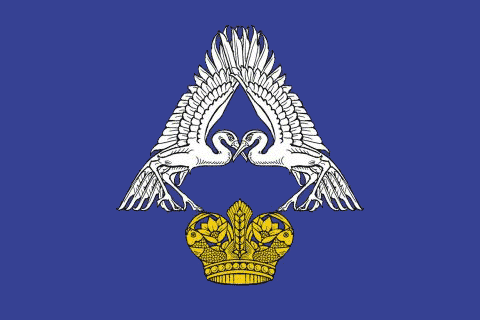
Sredněachtubinský rajón Poměr stran: 2:3
Staropoltavský rajón Poměr stran: 2:3
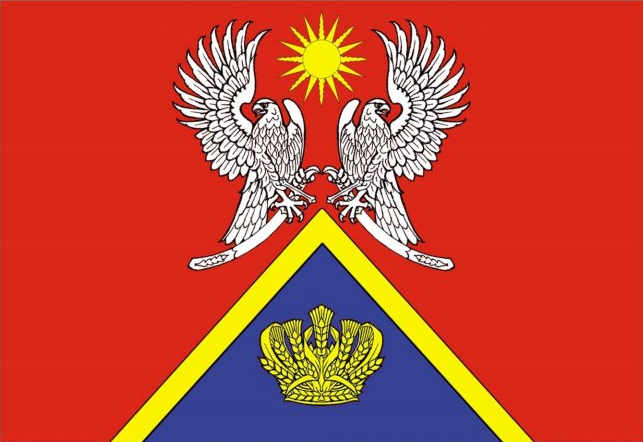
Surovikinský rajón Poměr stran: 2:3
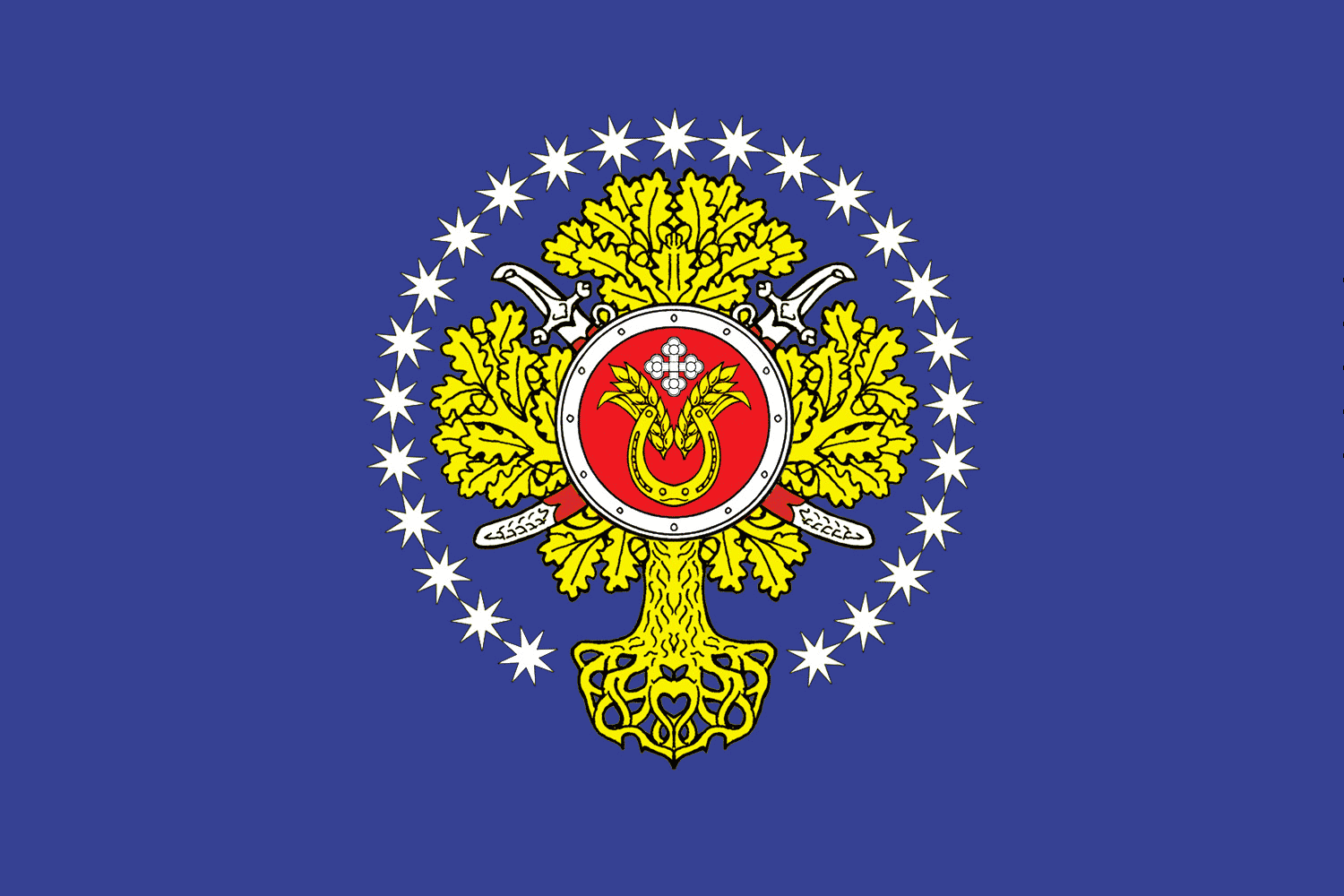
Urjupinský rajón Poměr stran: 2:3
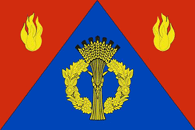
Frolovský rajón Poměr stran: 2:3
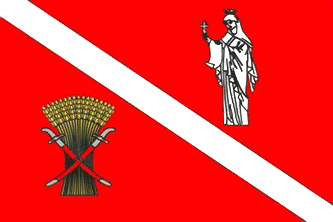
Černyškovský rajón Poměr stran: 2:3